# AJI
AJI（あじ）は、日本の男性ヴォーカル・クインテット。2002年にメジャー・デビュー。2015年1月に活動休止。

## メンバー
橘 哲夫（たちばな てつお、1976年11月1日 - ）
新潟県新潟市出身。早稲田大学卒業。血液型はB型。AJIのリーダー。リードボーカル、2nd,3rdコーラス担当。AJIの作詞・作曲・編曲の大半を手掛ける。ライブでピアノ伴奏。
吉村 義照（よしむら よしてる、1976年8月21日 - ）
宮崎県宮崎市出身。専修大学卒業。血液型はO型。主に3rd,4thコーラス担当。曲によってはボイスパーカッションも担当。ライブではカホンを担当。
柴田 智生（しばた ともお、1977年6月28日 - ）
愛知県名古屋市守山区出身。神奈川大学卒業。血液型はB型。主にTopコーラス担当。比類なきファルセッター。絶対音感の持ち主。
櫻庭 瑞季（さくらば みずき、1990年10月29日 - ）
千葉県出身、静岡県育ち。横浜国立大学卒業。血液型はA型。ベース担当。横浜国立大学アカペラサークル「Stairways」で活動。ドラム、トロンボーンの経験あり。ライブにおいてはボイスパーカッションやボンゴを担当。
渡辺 晃一（わたなべ こういち、1991年8月2日 - ）
宮城県仙台市出身。横浜国立大学卒業。血液型はB型。リードボーカル、Top,2ndコーラス担当。幼少よりヴァイオリンを嗜む。横浜国立大学アカペラサークル「Stairways」で活動。ライブではメインMC。

## 元メンバー
鈴木 智顕（すずき ちあき、1977年4月17日 - ）
岐阜県恵那市出身。早稲田大学卒業。血液型はAB型。ベース担当。鈴木作詞・作曲の『ほうき星』は脱退後、新メンバーによって歌われ2012年6・7月度のNHK『みんなのうた』に使用。
文 治城（ぶん はるき、1978年12月16日 - ）
兵庫県芦屋市出身。慶應義塾大学総合政策学部卒業。血液型はB型。学生時代は慶應義塾大学湘南藤沢キャンパスのアカペラサークル「A Cappella Singers K.O.E.」に所属していた。大学の先輩であるゴスペラーズの北山陽一によって橘へ紹介され、2000年3月AJIのメンバーとなった。

## 来歴
- 1997年:早稲田大学アカペラサークル「Street Corner Symphony」内で結成。初期メンバーは村松、豊蔵、柴田、鈴木、吉村。
- 1998年:豊蔵が脱退。橘哲夫が加入。
- 2000年:村松が脱退。文治城が加入。
- 2001年:ゴスペラーズの17thシングル「約束の季節」を橘が作曲。
- 2002年
  - Lyrico(露崎春女)の15thシングル「Eternity.」のコーラスを担当。アカペラバージョンも収録。
  - 6月19日、ミニ・アルバム「As Juvenile Innocence」で、エピックレコードジャパンからメジャー・デビュー。同日、恵比寿ガーデンプレイスにてデビュー・イベントが開催された。
  - 楽曲「farewell」が同年のABC朝日放送「熱闘甲子園」のテーマソングとなる。
  - 12月18日発売1stシングル「Listen To Reason」がテレビ朝日系列で放送された『恋人はスナイパー EPISODE2』のエンディングテーマに使用。
- 2004年
  - 4月より1年間、アニメ「ドラえもん」の主題歌を担当。
  - 「ONE MORE TIME」が映画『恋人はスナイパー劇場版』の主題歌に使用。
  - 鈴木雅之トリビュート・アルバム「SUZUKI MANIA」で「別れの街」をア・カペラ・カバー。
- 2006年:6月、新宿コマ劇場で開催された『FOLK&ROCK FES!』に"大貫妙子 with AJI"として出演。
- 2007年:オムニバス・カバー・アルバム『Voice Colors〜あなたといたころ』収録の大貫妙子、平松愛理のコーラスで参加。
- 2010年:戸松遥の6thシングル『渚のSHOOTING STAR』に橘、柴田、鈴木がコーラス参加。
- 2011年
  - FM NACK5のステーションジングルを担当。文と鈴木が脱退。渡辺と櫻庭が加入。
  - 2013年までレディオ湘南にてレギュラー番組「AJIのHarmonista」を担当。
- 2012年:「ほうき星」が6-7月度のNHK『みんなのうた』に使用。
- 2013年:『SOUL POWER TOKYO SUMMIT 2013』に出演。
- 2014年
  - 佐藤善雄とシャネルズの「ランナウェイ」をア・カペラでカバー。
  - 12月12日:公式ホームページで活動休止を発表[1]。
- 2015年1月:活動休止。

## ディスコグラフィー

### シングル
- 「Listen To Reason」（2002年12月18日）
  - 1. Listen To Reason
  - 2. Snow Magic

- 「Color Of Season」（2003年3月19日）
  - 1. Color Of Season
  - 2. いつもの言葉で (spring water mix)

- 「Till It's Over」（2003年9月18日）
  - 1. Till It's Over
  - 2. DOOR

- 「Walk With You/SWEET MEMORIES」（2003年12月17日）
  - 1. Walk With You
  - 2. SWEET MEMORIES

- 「ONE MORE TIME」（2004年4月7日）
  - 1. ONE MORE TIME
  - 2. ONE MORE TIME (春色 MIX)
  - 3. ONE MORE TIME (Instrumental)

- 「ほうき星/陽はまた昇る」（2012年6月28日）
  - 1. ほうき星
  - 2. 陽はまた昇る
  - 3. ほうき星 -オリジナルカラオケ-
  - 4. 陽はまた昇る -オリジナルカラオケ-

- 「Tomorrow」（2013年1月25日） - iTunes配信限定
  - 1．Tomorrow

- 「ホロスコープ」（2014年7月25日）
  - 1. ホロスコープ
  - 2. keep on tryin'
  - 3. ホロスコープ(karaoke)

### ミニ・アルバム
- 「Demo Tracks 1」（2001年4月8日）
- 「Demo Tracks 2」（2002年春）
- 「As Juvenile Innocence」（2002年6月19日） - メジャー・デビュー作
- 「風の中をすすめ!〜Demo Tracks 3〜」（2004年8月13日）
- 「WINTER AIR」（2004年11月29日）
- 「demo tracks 4」（2006年8月27日）
- 「5」（2007年6月18日）
- 「green waves」（2009年4月22日）
- 「BLUE」（2010年6月30日）
- 「Soul Explosion」（2013年2月27日） - ファイルレコードのオンラインショップ限定発売

### フル・アルバム
- 「For You」（2003年10月22日）
- 「ID」（2006年12月13日）
- 「LET IT RIDE」（2009年12月9日）
- 「Harmonista」（2011年3月14日） - カバーアルバム
- 「TIME TO BELIEVE」（2011年6月24日）
- 「Stay Gold」（2012年11月29日）
- 「GO-SHI-KI」（2013年10月25日）
- 「kaleidscope」（2014年10月22日）

### DVD
- 「AJI OFFICIAL BOOTLEG DVD 〜Live at NAGOYA Blue Note〜」（2004年11月1日）

### 参加作品
- Lyrico（現・露崎春女）「Eternity.」（2002年5月22日）
- 「一番熱かった夏 〜熱闘甲子園の歌〜」（2002年7月24日）
- 「A cappella Love Songs 〜A cappella Base Camp Vol.1〜」（2002年12月4日）
- 武部聡志「PIANO MAN FOR YUMING LOVERS」（2003年1月22日）
- 「image vocal」（2003年1月29日）
- ZuTTo（篠原ともえ&松本英子）「明日に続く空」（2004年1月28日）
- 「SUZUKI MANIA」（2004年2月25日）
- 冨永裕輔+Psalm+AJI「Watch Me!」（2009年7月10日）
- 「ドラえもん テレビ30周年記念CD ドラえもん テレビ主題歌大全集」（2009年11月25日）
- 「歌鬼3〜阿久悠×青春のハーモニー〜」（2010年7月14日）
- FUTURE FILE 25 ALL STARS（ラッツ&スター＋ゴスペラーズ＋AJI）「25」（2013年6月26日）
- V.A./FILED SONGS「ランナウェイ」（ア・カペラ）/AJI+佐藤善雄（2014年5月23日）

## タイアップ
| 期間                          | 曲名             | タイアップ先                                                      |
| 2002年12月24日                | Listen To Reason | テレビ朝日系ドラマ『恋人はスナイパー EPISODE2』エンディング主題歌 |
| 2003年10月 - 12月             | Walk With You    | フジテレビ『奇跡体験!アンビリバボー』エンディング主題歌           |
| 2003年11月                    | SWEET MEMORIES   | テレビ朝日『朝いち!やじうま』オープニング主題歌                   |
| 2004年4月17日公開             | ONE MORE TIME    | 映画『恋人はスナイパー 劇場版』主題歌                             |
| 2004年4月30日 - 2005年3月18日 | ドラえもんのうた | テレビ朝日系アニメ『ドラえもん』オープニング主題歌                |
| 2011年7月3日 - 9月25日        | 会いたくて       | TBSテレビ『噂の!東京マガジン』エンディング主題歌                  |
| 2012年6月-7月                 | ほうき星         | NHK『みんなのうた』                                               |